# 德怀特·莱曼·穆迪

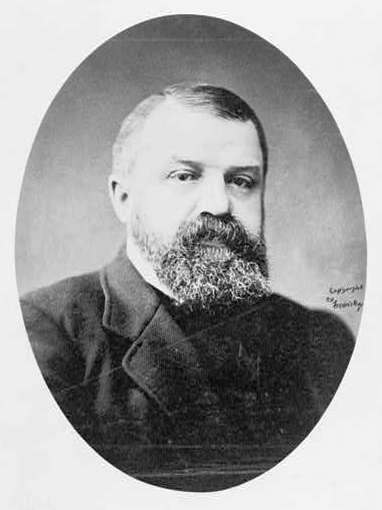
德怀特·莱曼·穆迪

德怀特·莱曼·穆迪（Dwight Lyman Moody，1837年2月5日—1899年12月22日），或譯慕迪，美国著名佈道家。在芝加哥有间闻名的慕迪圣经学院，就是用来纪念慕迪的。

## 生平

### 家庭背景
慕迪生于1837年，美國東部麻州北田的鄉下地方，九個兄弟姊妹中，排行老六。家境贫穷，四岁时父亲因飲用過量威士忌而逝世，享年四十一歲，當時母親也只有三十六歲，便要独自抚养九个孩子。她因需要賺取生活費，便把小孩送去學校寄宿，唯獨留下年幼的慕迪在身邊。因此，小時候的慕迪，不愛看書，只喜歡跟朋友在一起說說笑笑，打打鬧鬧。在同村落的人看來，都認為這個孩子將來可能沒有什麼出息，縱然如此，他的母親也沒有就如此的對他感到任何的失望。1853年，慕迪向來訪的舅父自告奮勇的表示，他願意到舅父在波士顿的鞋店做学徒。於是在1854年，慕迪便離開他的故鄉，到波士頓展開他人生的下一段路程。

### 信仰與服事經歷
雖然，慕迪的母親是一位敬虔的基督徒，在家鄉時，每個主日都會催促所有的孩子們上教堂。儘管如此，慕迪的信仰生命，卻是在波士頓的時候開始的。1856年4月21日他因主日学教师金波的邀請下，參加公理教會的奮興聚會，因此經历了重生。1865年慕迪遷往芝加哥，因他的勤奮而開始置富。他找到一份外勤業務的工作，後來普里矛斯公理會積極的服事，積極參與傳福音工作。他自告奋勇地为主日学邀 请学生，一開始只有18名貧童參加。雖然聚當中，小孩的聲音和歌聲使得會場十分吵鬧，但他們卻被慕迪的同情心和幽默感所迷。因此，人數便成到將近600 人，慕迪因此全時間投入傳福音的行列。他白天在新成立的基督教青年會中，擔任宣教士職份，而晚上為孩童和成人開設週間晚上的聚會。每次主日都會骑马出去拼命请街头的孩子参加主日学。很快的人数增到1000人，人称「疯狂的慕迪」。
在內戰期間（1861-65），他的事工不但沒有停止，反而不斷的擴張。他的主日學事工發展成為獨立教會，而他在青年會的事工也拓展到大衛營。他不斷的穿梭在軍營之間，使無數軍兵心靈得到安慰，也使得這四年之間，一股愛國和愛基督的熱潮同時興起。在1862年8月28日，他與英國出生的艾瑪麗薇（Emma Revell）結緍。當時慕迪才25歲，而艾瑪也只有十九歲。在內戰期間，她隨著慕迪四處宣教，成為他最大的幫助。
1867年，因艾瑪罹患了氣喘病，慕迪便陪同艾瑪回到英國去，這是他首次到訪英國。在那裡，他認識了司布真和慕勒。在1866到1869年間，慕迪被提升為芝加哥的基督教青年會會長。也在他的任內，完成第一座基督教青年會的大樓──法威爾大廳。1870年，慕迪與桑奇組成佈道團，並持續合作二十九年之久。1871 年的10月8 日，慕迪在法威爾大廳佈道會中，邀請在場的參加者，回去檢視自己與基督的關係，並邀請下次回來獻身。但因當晚芝加哥發生空前大火，把青年會的所有建築都一 同吞滅了。1875年10月31日，慕迪在可容納七千人的克勒蒙街溜冰場，舉行第一個全城的佈道會。只因到場人數太多，只得規定只許非基督徒進場，而當晚 約有一、兩萬人無法進場。往 後的二十年，慕迪和桑奇在美國各地，以及歐洲舉行多次奮興會，參加人數難以計算。到1886年，慕迪回到芝加哥，並成立芝加哥宣教會。初期他們只能進行家 庭探訪或在帳幕中舉行崇拜。到了1889年，宣教會人數逐漸增多，便購地建堂和學校。慕迪找來叨霍博士擔任校長，在慕迪逝世後，該校便更名為「芝加哥慕迪 聖經書院」。

### 事奉經歷
1861年美国南北战争期间，慕迪到前线传福音。共开了1500次佈道会，使无数士兵获得身心的安寧。
1870年一位税务署官员孙盖(Ira. D. Sankey,1840-)有诗歌的恩赐，放下职业与慕迪配搭宣扬福音。有人说：「慕迪讲福音，孙盖唱福音。」他们出版自己的诗集，销路奇佳，赚到百万美元，让别人用来在芝加哥建造一间礼拜堂。
1871年10月8日芝加哥发生大火，全城变为平地。慕迪所用的法威尔堂全部烧毁。大火後的二个月又十五天，一所新建筑物「北岸会幕」落成，慕迪的福音工作更加兴旺。
后来他访问英国，听大布道家司布真（Charles H. Spurgeon）讲道，到布利斯托尔城参观慕勒(George Muller)的孤儿院，从他的凭信心度日得极大的帮助，立志每晨四点钟起床祷告。
自1872年至1892年，慕迪的足迹走遍英美各大城，复兴的火开始燃烧大西洋两岸。1893年芝加哥举行世界博览会。慕迪抓住机会召开佈道大会，蒙恩得救的人，以千数计。